# Laguna di Bau Cerbus
La laguna di Boi Cerbus, o anche "Bau Curbus", è un'insenatura situata lungo la costa meridionale della Sardegna, nel comune di Portoscuso. Ha una superficie di 2,20 km² e una salinità media di 34,48 psu.

In base alla direttiva comunitaria "Habitat" n. 92/43/CEE approvata dalla Commissione europea nel 1992 è stato dichiarato sito di interesse comunitario e inserito nella rete Natura 2000, un sistema di aree dedicate alla conservazione della biodiversità, caratterizzate dalla presenza di habitat e specie faunistiche e floristiche di elevato interesse. Oltre alla laguna di Bau Cerbus il sito, univocamente individuato dal codice ITB040028, comprende lo Stagno 'e Forru.

La laguna appartiene al demanio della Regione Sardegna che concede lo sfruttamento professionale delle sue risorse ittiche; viene esercitata l'attività di pesca a diverse specie tra cui anguille, mugilidi, orate e spigole.